# 拉罗克拜尼亚尔
拉罗克拜尼亚尔（法語：La Roque-Baignard，法語發音：[la ʁɔk bɛɲaʁ] ⓘ）是法国卡尔瓦多斯省的一个市镇，属于利雪区。

## 地理
拉罗克拜尼亚尔（49°10'44"N, 0°5'57"E）面积4.64 平方千米，位于法国诺曼底大区卡爾瓦多斯省，该省份为法国西北部沿海省份，北濒大西洋英吉利海峡，东北与滨海塞纳省以海上边界相接，东临厄尔省，南至奧恩省，西与芒什省接壤。
与拉罗克拜尼亚尔接壤的市镇（或旧市镇、城区）包括：欧维拉尔、莱欧帕尔蒂、马内尔布、欧日地区蒙特勒伊。

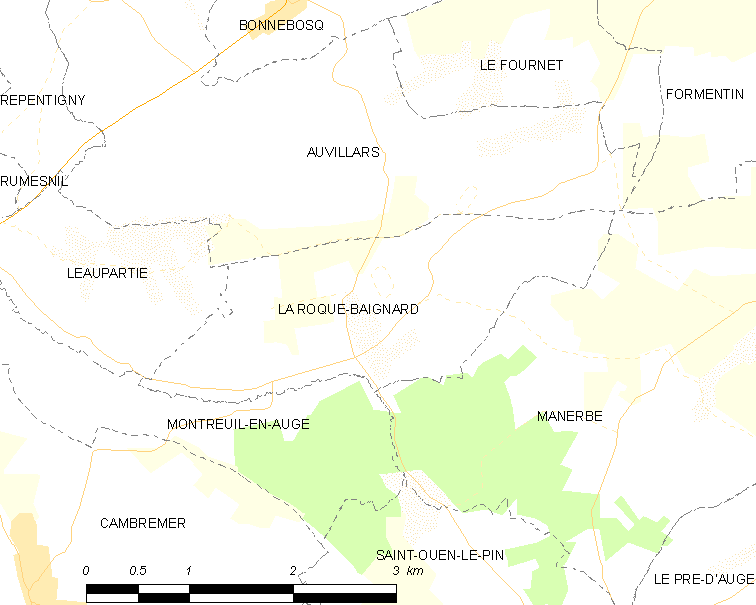
拉罗克拜尼亚尔的OSM定位图

拉罗克拜尼亚尔的时区为UTC+01:00、UTC+02:00（夏令时）。

## 行政
拉罗克拜尼亚尔的邮政编码为14340，INSEE市镇编码为14541。

## 政治
拉罗克拜尼亚尔所属的省级选区为梅济东瓦莱多日县。

## 人口

1962-2008年间拉罗克拜尼亚尔人口变化图示

拉罗克拜尼亚尔于2022年1月1日时的人口数量为105人。